# Parafia św. Wawrzyńca w Ryńsku
Parafia Świętego Wawrzyńca w Ryńsku – parafia rzymskokatolicka, znajdująca się w diecezji toruńskiej, w dekanacie Wąbrzeźno. 